# Nadzieja (psychologia)
Nadzieja – życzenie zaistnienia określonego stanu rzeczy i niepewność, że tak się stanie.
Pojęcie nadziei traci sens przy wartościach skrajnych subiektywnego prawdopodobieństwa sukcesu. Przy 100% odczuwamy jedynie emocje pozytywne, głównie radość, a przy 0% negatywne, zależne od tego czym są dla nas niespełnialne (w zakładanym przedziale czasowym) oczekiwania.
Mówiąc „wielka nadzieja” podkreślamy nie tylko wielkie pragnienie, ale i realne szanse sukcesu. Nie powiemy „wielka nadzieja” w sytuacji, gdy jeden z jej składników jest bliski zeru. Natomiast określenie „niewielka nadzieja” opisuje przede wszystkim niewielką szansę jej spełnienia się, niewiele mówiąc o sile pragnienia.

## Utrata nadziei, czyli zwątpienie
Może zajść na skutek jednego z poniższych zdarzeń:
- czas oczekiwania osiągnie krytyczną wartość, zwłaszcza w sytuacjach w których upływ czasu z definicji zmniejsza szanse sukcesu, np. rozbitek w lodowatej wodzie
- uzyskamy nowe istotne informacje, których nie znaliśmy wcześniej
- przeprowadzimy powtórną analizę dotychczasowych informacji

Utracie nadziei towarzyszą negatywne emocje, zależne od tego czym jest dla nas niespełnione pragnienie. Pojawia się też rozczarowanie (tym większe, im większe było pierwotne subiektywne prawdopodobieństwo sukcesu i wartość samego sukcesu). Przy bardzo małym prawdopodobieństwie rozczarowanie nie będzie duże, nawet jeśli wartość sukcesu jest ogromna. Przykładem jest gra w Lotto – nietrafienie „szóstki” w trakcie tzw. „kumulacji” nie jest odbierane jako wielka porażka.